# Kiikka kyrka
Kiikka kyrka (finska: Kiikan kirkko) är en kyrka i Sastamala. Den byggdes 1807 under ledning av Mats Åkergren. Den renoverades 1884, och dess utseende förändrades betydligt. En ny omfattande renovering blev klar 1952. Kyrkans utseende har också förändrats: först var den röd, sedan gul eller grå, och från 1977 igen röd. Kyrkans altartavla är målad av Alexanda Såltin 1884.